# ابتسام لشکر
ابتسام «بتی» لَشکَر (عربی: ابتسام لشکر؛ متولد اوت ۱۹۷۵) روان‌شناس رشد مغربی، فمینیست، فعال حقوق بشر و مدافع حقوق دگرباشان جنسی است. او از بنیانگذاران جنبش مالی (جنبش آلترناتیو برای آزادی‌های فردی) محسوب می‌شود. لشکر از معدود مراکشی‌هایی است که آشکارا خود را بی‌خدا معرفی کرده است.

## دوران اولیه زندگی و تحصیل
ابتسام لشکر متولد اوت ۱۹۷۵ است. او تحصیلات ابتدایی خود را در لیسه دکارت رباط، پایتخت مراکش گذراند و سپس برای ادامه تحصیل در رشته‌های روان‌شناسی بالینی، جرم‌شناسی و قربانی‌شناسی به پاریس نقل مکان کرد. وی هم اکنون مشغول نگارش پایان‌نامه خود در زمینه روانکاوی در پاریس است.

## کنشگری
در ۲۳ اوت ۲۰۰۹،ابتسام لشکر به همراه دوستش زینب الغزوی، جنبشی برای دفاع از آزادی‌های فردی در مراکش با نام جنبش آلترناتیو برای آزادی‌های فردی (MALI) تأسیس کردند. نکته جالب توجه این است که در زبان عربی مراکشی (دریجا)، واژه مالی معنی دوگانه دارد و می‌تواند به معنای «چه بلایی سرم آمده است؟» یا به چه چیزی مرا متهم می‌کنی؟ تفسیر شود. این نام به شکلی هوشمندانه انتخاب شده است، چرا که به عنوان پرسشی بلاغی خطاب به مخالفان آزادی عمل می‌کند و آن‌ها را به تأمل در مواضعشان دعوت می‌نماید.

### پیک نیک رمضان ۲۰۰۹
یک روز پس از تأسیس مالی، لشکر و الرازویی اولین رویداد خود را در صفحه فیس‌بوکشان اعلام کردند: یک پیک‌نیک نمادین در ماه رمضان به عنوان اعتراض به ماده ۲۲۲ قانون جزایی مراکش که افطار عمومی در این ماه را مجازات می‌کند.
شرکت‌کنندگان ملزم به خوردن نبودند و می‌توانستند صرفاً برای حمایت از حق انتخاب افراد حاضر شوند. این پیک‌نیک برای ساعت ۱۳ روز ۱۳ سپتامبر ۲۰۰۹ در ایستگاه قطار محمدیه بین کازابلانکا و رباط برنامه‌ریزی شد، با برنامه‌ای برای انتقال به جنگلی آرام در حومه شهر. سازمان‌دهندگان استدلال کردند که ماده ۲۲۲ فقط افطار آشکار را ممنوع می‌کند و آنها در مکان عمومی اما دنج مزاحمتی ایجاد نمی‌کنند.این فراخوان با استقبال حمایتی اما همچنین با واکنش شدید اسلام‌گرایان مواجه شد که با تهدیدهایی مثل گلویتان را می‌بریم و ایجاد گروه‌های ضد مالی پاسخ دادند. الرازویی تأکید کرد که حتی در صورت حمله یا دستگیری، این اقدام نشان می‌دهد که در مراکش ممکن است به خاطر خوردن یک ساندویچ در ملأ عام زندانی شوی یا توسط افراطی‌ها مورد خشونت قرار بگیری.
تنها شش شرکت‌کننده در محل حاضر شدند، اما با ورود به ایستگاه قطار با جمعیتی متشکل از حدود ۱۰۰ افسر پلیس، نیروهای کمکی و خبرنگارانی که از طریق فیسبوک از این رویداد مطلع شده بودند، مواجه شدند. پلیس فعالان را بارها بازجویی، تفتیش و مورد آزار قرار داد، در حالی که خبرنگاران تلاش می‌کردند با آنان مصاحبه کنند. سرانجام در ساعت ۱۴:۰۰، مأموران شش شرکت‌کننده را تحت نظارت دو افسر پلیس سوار قطار به مقصد کازابلانکا کردند و به این اعتراض پایان دادند. هفته‌نامه تل‌کوئل در واکنش به این رویداد، در سرمقاله‌ای این برخورد شدید را نشانه‌ای از افول فرهنگ تساهل در مراکش خواند و نوشت: «در طول تنها یک نسل، کشور ما به طرز وحشتناکی دگرگون شده است.این پیک‌نیک نمادین خشم عمومی را در جامعه مراکش برانگیخت و بحث‌های داغی دربارهٔ آزادی‌های مذهبی در این کشور به راه انداخت.

### بوسه در رباط
ابتسام همچنین از سازمان‌دهندگان بوسهٔ عمومی در ۱۲ اکتبر ۲۰۱۳ بود که در حمایت از سه نوجوان دستگیرشده به‌خاطر انتشار عکس بوسه‌شان در فیسبوک برگزار شد. معترضان با بوسیدن یکدیگر و فریاد زنده باد عشق با واکنش تماشاگران روبه‌رو شدند. این پرونده موجی از اعتراضات مجازی را برانگیخت و شهروندان مراکشی نسبت به رشد محافظه‌کاری در کشوری که پیشتر به لیبرالیسم و تساهل شناخته می‌شد، واکنش نشان دادند. لشکر در مصاحبه با فرانس ۲۴ گفت: این اقدام برای ما موفقیت‌آمیز بود. زوج‌ها و افراد مجرد حاضر شدند و زوج‌ها از بوسیدن در ملأ عام خجالت نکشیدند. پیام ما دفاع از عشق، آزادی بیان احساسات و حق بوسیدن بود.

### جنجال قایق سقط جنین ۲۰۱۲
ابتسام لشکر به نمایندگی از جنبش مالی (که خواهان قانونی شدن سقط جنین است) در اوایل اکتبر ۲۰۱۲ از کشتی سقط جنین زنان بر امواج سازمانی تحت مدیریت ربکا گومپرتس پزشک هلندی دعوت کرد تا در مراکش پهلو بگیرد. این اقدام نمادین با هدف افشای فقدان حقوق باروری و سلامت جنسی زنان مراکشی انجام شد، که در آن سقط جنین تنها در موارد تهدید جان مادر مجاز است و مواردی مانند تجاوز جنسی را شامل نمی‌شود. گومپرتس اعلام کرد: این محدودیت‌ها منجر به ۶۰۰ تا ۸۰۰ سقط جنین غیرقانونی روزانه و مرگ سالانه ۹۰ زن مراکشی می‌شود. کشتی هلندی با استفاده از مصونیت قضایی ناشی از پرچم هلند، قصد داشت خدمات سقط جنین ایمن را برای زنان مراکشی ارائه دهد. لشکر نگران واکنش شدید مقامات مراکشی بود، مشابه برخورد نظامی که سال‌ها قبل در پرتغال با این کشتی شده بود.
در ۴ اکتبر ۲۰۱۲، نیروی دریایی مراکش با اعزام یک کشتی جنگی به بندر اسمیر (بین طنجه و سئوتا) مانع از ورود کشتی «زنان بر امواج» (WOW) شد و تمام ترددهای دریایی را متوقف کرد. در واقع، کشتی WOW چند روز قبل به صورت مخفیانه و با عنوان «قایق تفریحی» در بندر پهلو گرفته بود و فعالان در ۴ اکتبر با پیاده‌روی به بندر رسیده، سوار کشتی شدند و بنرهای اعتراضی خود را نصب کردند. مقامات مراکشی این اقدام را «فریب» خواندند و ادعا کردند کشتی «واقعی» را متوقف کردهاند، در حالی که همان کشتی WOW بود که صبح روز ۵ اکتبر توسط نیروی دریایی مراکش به آبهای بینالمللی اسکورت شد. این اولین حضور WOW در یک کشور مسلمان بود که با تجمع معترضان ضد سقط جنین و درگیری‌های فکری همراه شد. این رویداد جنجالهای زیادی در مراکش ایجاد کرد و نهایتاً در مه ۲۰۱۵ منجر به اصلاح قانون توسط پادشاه محمد ششم شد که سقط جنین را در موارد تجاوز، زنای با محارم یا ناهنجاری جنینی مجاز اعلام کرد.

### LGBT+ و طرفدار انتخاب
لشکر همچنین حامی جامعهٔ دگرجنس‌گرایان در مراکش بود و سر و صدای زیادی به پا کرد. او همچنین طرفدار ازدواج همجنس‌گرایان است.
در ژانویه ۲۰۱۹، او سخنگوی شبکه پشتیبانی چفیق بود، آن شبکه به دست یک ترورست مراکشی بود که پلیس مراکش هویتش را به‌طور علنی فاش کرد.

## زندگی شخصی
ابتسام با دوست پسرش در رباط زندگی می‌کند. دوست پسرش نیز یک آتئیست می‌باشد.